# 리샤오펑 (체조 선수)
리샤오펑(중국어 간체자: 李小鹏, 정체자: 李小鵬, 병음: Lǐ Xiǎopéng, 한자음: 이소붕, 1981년 7월 27일~)은 중화인민공화국의 체조 선수이다. 현역 시절의 주요 종목은 평행봉, 도마이다.

## 경력
후난성 창사시 출신이며 원래 이름은 리펑(중국어 간체자: 李鹏, 정체자: 李鵬, 병음: Lǐ Péng)이다. 리샤오펑은 5세 때 창사의 훠룽체조학교에 입학하여 체조를 시작했으며 12세 때 후난성 체조단에 입단했다. 15세 때인 1996년에 중국 체조 국가대표팀 선수로 발탁되었으며 1997년 춘절 시기에 리샤오펑으로 개명했다. 같은 해 8월 스위스 로잔에서 열린 1997년 세계 선수권 대회를 통해 국제 대회에 처음으로 참가했고 단체전 종합 금메달, 평행봉 은메달, 마루 동메달을 획득했다.
2000년 오스트레일리아 시드니에서 열린 2000년 하계 올림픽에서 단체전 종합 금메달과 평행봉 금메달을 획득했으며 미국 애너하임에서 열린 2003년 세계 선수권 대회에서 평행봉과 도마, 단체전 종합 금메달을 획득했다. 하지만 2004년 그리스 아테네에서 열린 2004년 하계 올림픽에서 단체전 종합 5위, 도마 7위, 평행봉 동메달이라는 최악의 성적을 받았다.
2005년 10월 난징에서 열린 중국 전국 체육 대회 참가 도중 발목 부상을 당했으며, 2006년 1월에 재활 수술을 받았다. 이후 같은 해 10월에 독일 슈투트가르트에서 열린 DTB컵을 통해 복귀했으며, 평행봉 종목에서 금메달을 획득했다. 12월에는 브라질 상파울루에서 열린 월드컵에서 평행봉 금메달을 획득했다. 그러나 2007년 봄 훈련 도중 착지 실패로 오른발 부상을 입으며 1년 동안 다시 재활에 힘썼다. 이듬해인 2008년 4월에 콧부스에서 열린 월드컵을 통해 복귀했으며, 8월 베이징에서 열린 2008년 하계 올림픽에서 평행봉과 단체전 종합 금메달을 획득했다. 이로서 세계 체조 선수권 대회와 체조 월드컵, 하계 올림픽에서 금메달 16개를 획득했으며 리닝과 함께 중국 체조 역사상 메이저 국제 대회 금메달을 가장 많이 획득한 선수로 기록되었다.
베이징 올림픽 이후 현역에서 은퇴했고, 2010년 9월에 방영된 후난위성의 토크쇼인 《천천향상》에서 그의 은퇴식이 공개되었다. 2019년 국제 체조 연맹 명예의 전당에 헌액되었다.

## 대회 성적
| 연도 | 대회                  | 개최지       | 종목             | 최종 순위 | 최종 점수 | 예선 순위 | 예선 점수          |
| ---- | --------------------- | ------------ | ---------------- | --------- | --------- | --------- | ------------------ |
| 1997 | 세계 체조 선수권 대회 | 로잔         | 단체전           | 1         | 226.117   |           |                    |
| 1997 | 세계 체조 선수권 대회 | 로잔         | 평행봉           | 2         | 9.737     |           |                    |
| 1997 | 세계 체조 선수권 대회 | 로잔         | 마루             | 3         | 9.537     |           |                    |
| 1998 | 체조 월드컵 결선      | 사바에       | 평행봉           | 1         | 9.750     |           |                    |
| 1998 | 체조 월드컵 결선      | 사바에       | 마루             | 1         | 9.425     |           |                    |
| 1999 | 세계 체조 선수권 대회 | 톈진         | 단체전           | 1         | 230.395   | 1         | 230.546            |
| 1999 | 세계 체조 선수권 대회 | 톈진         | 도마             | 1         | 9.668     |           |                    |
| 1999 | 세계 체조 선수권 대회 | 톈진         | 평행봉           | 6         | 9.137     |           |                    |
| 2000 | 하계 올림픽           | 시드니       | 단체전           | 1         | 231.919   |           |                    |
| 2000 | 하계 올림픽           | 시드니       | 평행봉           | 1         | 9.825     | 3         | 9.762              |
| 2000 | 하계 올림픽           | 시드니       | 마루             | 5         | 9.737     | 2         | 9.725              |
| 2002 | 체조 월드컵 결선      | 슈투트가르트 | 평행봉           | 1         | 9.837     |           |                    |
| 2002 | 세계 체조 선수권 대회 | 데브레첸     | 도마             | 1         | 9.818     | 1         | 9.718              |
| 2002 | 세계 체조 선수권 대회 | 데브레첸     | 평행봉           | 1         | 9.812     | 1         | 9.587              |
| 2003 | 세계 체조 선수권 대회 | 애너하임     | 단체전           | 1         | 171.996   | 3         | 225.119            |
| 2003 | 세계 체조 선수권 대회 | 애너하임     | 도마             | 1         | 9.818     |           |                    |
| 2003 | 세계 체조 선수권 대회 | 애너하임     | 평행봉           | 1         | 9.825     |           |                    |
| 2003 | 세계 체조 선수권 대회 | 애너하임     | 철봉             | 5         | 9.662     |           |                    |
| 2004 | 체조 월드컵 결선      | 버밍엄       | 평행봉           | 4         | 9.712     |           |                    |
| 2004 | 하계 올림픽           | 아테네       | 단체전 종합 점수 | 5         | 171.257   | 4         | 229.507            |
| 2004 | 하계 올림픽           | 아테네       | 개인 종합 점수   |           |           | 84        | 28.699             |
| 2004 | 하계 올림픽           | 아테네       | 도마             | 7         | 9.368     | 2         | 9.800              |
| 2004 | 하계 올림픽           | 아테네       | 평행봉           | 3         | 9.762     | 2         | 9.787              |
| 2004 | 하계 올림픽           | 아테네       | 링               |           |           | 61        | 9.112              |
| 2005 | 세계 체조 선수권 대회 | 멜버른       | 종합 점수        |           |           | 86        | 19.137             |
| 2005 | 세계 체조 선수권 대회 | 멜버른       | 도마             |           |           | 13        | 9.437              |
| 2005 | 세계 체조 선수권 대회 | 멜버른       | 평행봉           | 2         | 9.675     | 5         | 9.662              |
| 2006 | 체조 월드컵 결선      | 상파울루     | 평행봉           | 1         | 16.450    |           |                    |
| 2006 | 체조 월드컵           | 슈투트가르트 | 평행봉           | 1         | 16.300    | 1         | 16.350             |
| 2008 | 체조 월드컵           | 톈진         | 평행봉           | 1         | 16.775    |           |                    |
| 2008 | 체조 월드컵           | 톈진         | 철봉             | 2         | 16.200    |           |                    |
| 2008 | 체조 월드컵           | 코트부스     | 평행봉           | 1         | 16.250    | 1         | 16.500             |
| 2008 | 체조 월드컵           | 코트부스     | 철봉             | 3         | 15.975    | 2         | 15.925             |
| 2008 | 하계 올림픽           | 베이징       | 단체전 종합 점수 | 1         | 286.125   | 1         | 374.675            |
| 2008 | 하계 올림픽           | 베이징       | 개인 종합 점수   |           |           | 45        | 78.500             |
| 2008 | 하계 올림픽           | 베이징       | 평행봉           | 1         | 16.450    | 1         | 16.425             |
| 2008 | 하계 올림픽           | 베이징       | 철봉             |           |           | 10        | 15.400             |
| 2008 | 하계 올림픽           | 베이징       | 도마             | 기권      | 기권      | -         | 16.775(1회만 성공) |
| 2008 | 하계 올림픽           | 베이징       | 마루             |           |           | 28        | 15.100             |
| 2008 | 하계 올림픽           | 베이징       | 링               |           |           | 42        | 14.800             |